# Francis Matthews
(Francis Matthews in apertura della prima lezione di Follow Me!)
Francis Matthews (York, 2 settembre 1927 – Londra, 14 giugno 2014) è stato un attore britannico.

## Biografia
Iniziò a lavorare diciassettenne, come assistente di scena in teatro, per poi interpretare il suo primo ruolo nel dramma Il grano è verde di Emlyn Williams al Royal Theatre di Leeds. Si costruì quindi un vasto repertorio completo di ruoli classici all'Oxford Playhouse. Raccolte le prime esperienze cinematografiche per la Hammer Film Productions, La vendetta di Frankenstein (1958), Dracula, principe delle tenebre (1966) e Rasputin, il monaco folle (1966), quindi doppiò il protagonista della serie televisiva animata di supermarionation Captain Scarlet and the Mysterons (1967).
Dopo alcune partecipazioni straordinarie in varie altre opere, come Agente speciale, Il Santo e Robin Hood, ottenne nel 1969 il ruolo del detective Paul Temple creato da Francis Durbridge nell'omonima serie della BBC. Dei 64 episodi, 52 furono prodotti insieme alla tedesca ZDF realizzando la prima coproduzione internazionale della storia televisiva. Matthews aveva già recitato in un altro serial sceneggiato da Durbridge, The World of Tim Frazer (1960).
Divenne internazionalmente popolare come conduttore del programma Follow Me!, un corso televisivo di lingua inglese per principianti e autodidatti realizzato dalla BBC alla fine degli anni 1970.
Francis Matthews è fratello dell'attore Paul Shelley ed è stato sposato con l'attrice Angela Browne fino alla morte di lei nel 2001. Dei tre figli della coppia, due (Damien Matthews e Paul Rattigan) sono attori.

## Filmografia

### Cinema
- Sangue misto (Bhowani Junction), regia di George Cukor (1956)
- Small Hotel, regia di David MacDonald (1957)
- Il segno del falco (The Mark of the Hawk), regia di Michael Audley (1957)
- La vendetta di Frankenstein (The Revenge of Frankenstein), regia di Terence Fisher (1958)
- A Woman Possessed, regia di Max Varnel (1958)
- Assalonne bombe e donne (I Only Arsked!), regia di Montgomery Tully (1958)
- Prima dell'anestesia (Corridors of Blood), regia di Robert Day (1958)
- Sentenced for Life, regia di Max Varnel (1960)
- Robin Hood della contea nera (The Hellfire Club), regia di Robert S. Baker, Monty Berman (1961)
- Il segreto di Montecristo (The Treasure of Monte Cristo), regia di Robert S. Baker, Monty Berman (1961)
- The Pursuers, regia di Godfrey Grayson (1961)
- The Lamp in Assassin Mews, regia di Godfrey Grayson (1962)
- The Battleaxe, regia di Godfrey Grayson (1962)
- 9 ore per Rama (Nine Hours to Rama), regia di Mark Robson (1963)
- Bitter Harvest, regia di Peter Graham Scott (1963)
- Si spogli... infermiera (A Stitch in Time), regia di Robert Asher (1963)
- Assassinio a bordo (Murder Ahoy), regia di George Pollock (1964)
- Giungla di bellezze (The Beauty Jungle), regia di Val Guest (1964)
- The Intelligence Men, regia di Robert Asher (1965)
- Dracula, principe delle tenebre (Dracula: Prince of Darkness), regia di Terence Fisher (1966)
- Rasputin: il monaco folle (Rasputin, the Mad Monk), regia di Don Sharp (1966)
- Sua maestà non concilia (That Riviera Touch), regia di Cliff Owen (1966)
- Just Like a Woman, regia di Robert Fuest (1967)
- A Taste of Excitement, regia di Don Sharp (1969)
- Circolo vizioso (Crossplot), regia di Alvin Rakoff (1969)
- Champagne Rose är död, regia di Calvin Floyd (1970)
- 5 donne per l'assassino, regia di Stelvio Massi (1974)
- Do Not Disturb - Non disturbare (Do Not Disturb), regia di Dick Maas (1999)

### Televisione
- Robin Hood (The Adventures of Robin Hood) – serie TV, 2 episodi (1957-1958)
- Il Santo (The Saint) – serie TV, episodi 2x17-5x19 (1964-1967)
- Paul Temple – serie TV, 52 episodi (1969-1971)

## Doppiatori italiani
- Gianfranco Bellini in Sangue misto, Rasputin: il monaco folle
- Giuseppe Rinaldi in La vendetta di Frankenstein
- Cesare Barbetti in Dracula, principe delle tenebre